# Toni Filipi
Toni Filipi (Zara, 1º marzo 1996) è un pugile croato.
È stato il primo atleta croato a risultare positivo al COVID-19 durante la pandemia mondiale.

## Carriera
Nel 2018, al debutto nelle World Series of Boxing tra le file degli Croatian Knights, batté Clemente Russo al Mandela Forum di Firenze, capitano degli Italia Thunder.